# Ступаревич, Филип
Фи́лип Сту́паревич (серб. Филип Ступаревић; 30 августа 2000, Белград, Союзная Республика Югославия) — сербский футболист, нападающий клуба «Уотфорд». В настоящее время выступает за «Вождовац» на правах аренды.

## Карьера

### Клубная
Филип начал заниматься футболом в юношеской команде «Рада».
Летом 2016 года нападающий перешёл в «Вождовац». Ступаревич провёл предсезонные сборы с основной командой, принял участие в нескольких товарищеских матчах и дебютировал в первом же туре сезона 2016/17 во встрече со «Спартаком» из Суботицы. Филип стал самым молодым игроком в истории Сербской Суперлиги, выйдя на замену на 88 минуте матча. Игра закончилась вничью 0:0, но «Спартак» подал апелляцию на итог встречи, так как Филипу на момент выхода на поле не было 16 лет. «Вождовацу» было засчитано техническое поражение 0:3.

### В сборной
Филип выступал за юношескую сборную Сербии (до 15 лет), сборную до 16 лет.
В дебютном матче в составе юношеской сборной Сербии (до 17 лет) против сверстников из Македонии Ступаревич оформил дубль. Нападающий в 6 матчах отборочного турнира к чемпионату Европы 2017 в 6 играх забил 4 мяча и помог своей сборной пройти в финальную часть. На турнире в Хорватии Филип провёл 3 игры и отметился 1 забитым мячом, сборная Сербии не смогла выйти из группы.